# Kajmán-szigeteki labdarúgó-válogatott
A kajmán-szigeteki labdarúgó-válogatott Kajmán-szigetek csapata, amelyet a kajmán-szigeteki labdarúgó-szövetség (angolul: Cayman Islands Football Association irányít.

## Története
A brit tengerentúli terület labdarúgó-válogatottja 1987-ben játszotta első nemzetközi mérkőzését a közeli Jamaica ellen. Az akkor már nemzetközi szinten is tapasztalt reggae fiúk 3–1-es arányban múlták felül a kis szigetország nemzeti tizenegyét. A következő három év mérkőzéscsendjét az 1991 májusában, a Jamaicán rendezett karibi kupa selejtezőcsoportjának küzdelmei törték meg, amelyen a Brit Virgin-szigetek elleni 2–1-es, történelmi jelentőségű első győzelem és a Saint Kitts és Nevis ellen 1–1-re végződött találkozó a csapat továbbjutását eredményezte. A térség legrangosabb tornáján bemutatkozó kajmán-szigetekiek két vereséggel zártak.
Az 1992-es Sint Maarten-i és 1993-as guyanai rendezésű karibi kupa-selejtezők összes mérkőzését vereséggel záró „kajmánok” a szövetség közbenjárására 1993. november 14-én játszhattak első ízben a FIFA-világranglista élmezőnyében helyet foglaló labdarúgó-válogatottal: az Egyesült Államokban rendezett barátságos találkozón a jóval nagyobb játékerőt képviselő amerikaiak 8–1-es arányban gázoltak át ellenfelükön.
A válogatott az 1994–1995-ös szezonban érte el legnagyobb sikereit. Az 1994-es karibi kupa selejtezőn Brit Virgin-szigetek és Sint Maarten ellen 5–0-s, majd hatalmas küzdelemben bravúros, 3–2-es győzelmet arattak Jamaicával szemben. Annak ellenére, hogy a selejtező tornát veretlenül zárták, a régió döntőjének csoportmérkőzései során csak egy pontot gyűjtöttek. Az 1995-ös, jamaicai–kajmán-szigeteki közös rendezésű karibi kupa jelentette az eddigi legfényesebb diadalt a kis szigetország labdarúgó történelmében. A csoportkör során előbb Antigua és Barbuda válogatottját múlták felül 2–0-s arányban, majd Francia Guyana nemzeti tizenegye hódolt be a lelkes „kajmánoknak” 1–0-s arányban. A csoport első helyéért vívott gigászi csatában a Lee Ramoon vezette kiscsapat 2–2-es döntetlent ért el a térség egyik legerősebb csapata, a Saint Vincent-i labdarúgó-válogatott ellen, akik csak jobb gólkülönbségüknek köszönhetően nyerték meg a csoportot. Az elődöntőben, a háromszoros karibi kupa-győztes Trinidad és Tobago válogatottja már túl nagy falatnak bizonyult, és megalázó, 9–2-es vereséget szenvedtek. A bronzmérkőzésre már egy letört kajmán-szigeteki csapat vonult ki, és bár 3–0-ra kikaptak Kubától, a Lee Ramoon-féle nemzeti tizenegy mindmáig Kajmán-szigetek legjobb csapatának bizonyult.
1996-ban vettek részt első alkalommal világbajnoki-selejtezőn. Kuba ellen mind hazai pályán (0–1), mind vendégként (0–5) lőtt gól nélküli vereséget szenvedtek. 1998-ban sikerült utoljára kijutniuk a karibi kupára, ahol a Jamaica és Haiti elleni, lőtt gól nélküli két vereségre már csak gyógyír volt a Holland Antillák elleni 2–0-s győzelem, amely mindmáig a szigetország utolsó jelentősebb nemzetközi eredménye maradt.

## Korábbi mérkőzések 2008-ban
| Időpont           | Helyszín    | Ellenfél    | Eredmény | Kiírás       |
| ----------------- | ----------- | ----------- | -------- | ------------ |
| 2008. február 3.  | Hamilton    | Bermuda (i) | 1 – 1    | Vb-selejtező |
| 2008. március 30. | George Town | Bermuda (o) | 1 – 3    | Vb-selejtező |

## Következő mérkőzések
Nincs pontos időpontra lekötött mérkőzésük.

## Világbajnoki szereplés
- 1930 - 1994: Nem indult.
- 1998 - 2018: Nem jutott be.

## CONCACAF-aranykupa-szereplés
- 1991 - 1996: Nem indult.
- 1998: Visszalépett.
- 2000 - 2007: Nem jutott be.

## Játékosok

### Jelenlegi keret
A 2010-es labdarúgó-világbajnokság selejtező Bermuda elleni kerete. (2008. február 6.)
| Szám | Poszt | Név                  | Születési dátum (Kor) | Vál. | Klub                   |
| ---- | ----- | -------------------- | --------------------- | ---- | ---------------------- |
| 1    | K     | Tuda Murphy          |                       |      | Glenavon               |
| 2    | KP    | Jedd Ebanks          |                       |      | Elite SC               |
| 3    | CS    | Marshall Forbes      |                       |      | Latinos FC             |
| 4    | V     | Martin Waud          |                       |      | Sunset FC              |
| 5    | V     | Thomas Elliot        |                       |      | Sunset FC              |
| 6    | V     | Junior Fisher        |                       |      | Scholars International |
| 7    | CS    | Allean Grant         |                       |      | Latinos FC             |
| 8    | KP    | Ron Douglas          |                       |      |                        |
| 9    | KP    | Gabriel Godet        |                       |      | Elite SC               |
| 10   | KP    | Erickson Brown-Morfy |                       |      |                        |
| 11   | KP    | Carson Fagan         |                       |      | George Town SC         |
| 12   | K     | Dominic Godet        |                       |      | Elite SC               |
| 13   | KP    | Aldene Forbes        |                       |      |                        |
| 14   | V     | Ian Lindo            |                       |      | George Town SC         |
| 15   | CS    | Justine Pierre       | 1981. szeptember 3.   |      | George Town SC         |
| 16   | KP    | Jason Ebanks         |                       |      | Elite SC               |
| 17   | V     | Donald Solomon       |                       |      | George Town SC         |
| 18   | KP    | Garth Anderson       |                       |      | George Town SC         |

### Híresebb játékos
- Tuda Murphy, az északír Glenavon kapusa,
- Lee Ramoon, válogatottsági csúcstartó és válogatottban lőtt gólcsúcstartó, a kajmán-szigeteki labdarúgás eddigi legjobb játékosa.

## Szövetségi kapitányok
- Ken Fogarty (1993-1994, 1996-1998)
- Carl Brown (2007–)

## Külső hivatkozások
- Kajmán-szigeteki Labdarúgó-szövetség -  hivatalos oldal Archiválva 2008. október 12-i dátummal a Wayback Machine-ben (angolul)
- Kajmán-szigetek a FIFA.com-on Archiválva 2015. március 27-i dátummal a Wayback Machine-ben (angolul)
- Kajmán-szigetek a CONCACAF.com-on Archiválva 2008. február 7-i dátummal a Wayback Machine-ben (angolul)
- Kajmán-szigetek mérkőzéseinek eredményei az rsssf.com-on (angolul)
- Kajmán-szigetek mérkőzéseinek eredményei az EloRatings.net-en (angolul)
- Kajmán-szigetek mérkőzéseinek eredményei a Roon BA-n (angolul)
- Kajmán-szigetek a national-football-teams.com-on Archiválva 2008. február 15-i dátummal a Wayback Machine-ben (angolul)
- Kajmán-szigetek a weltfussball.de-n (németül)
- Kajmán-szigetek a fedefutbol.net-en Archiválva 2008. február 12-i dátummal a Wayback Machine-ben (spanyolul)

1. ↑  The FIFA/Coca-Cola World Ranking. FIFA
2. ↑  World Football Elo Ratings. eloratings.net